# Cosmorhoe edentata
Cosmorhoe edentata là một loài bướm đêm trong họ Geometridae.